# Hetera

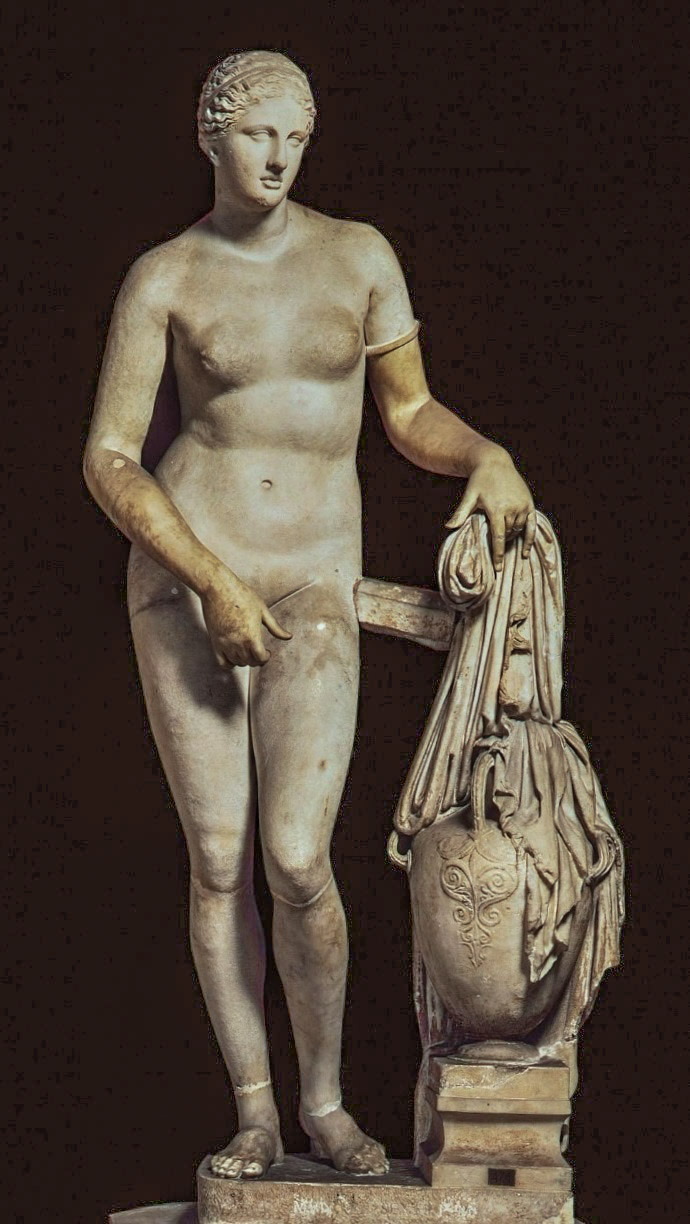
Cópia romana da Afrodite de Cnido (c. 360 a.C.), obra de Praxíteles da qual Friné é o modelo

As hetaeras ou hetairas (do grego ἑταίραι, transl. hetaírai: 'aquela que faz companhia', 'amigas'), na sociedade da Grécia Antiga, eram prostitutas refinadas, que, além da prestação de serviços sexuais, ofereciam companhia e sabedoria, frequentemente tinham relacionamentos duradouros com seus clientes, diferenciavam-se das prostitutas comuns (pornoi) da época, pois além do prazer carnal, ofereciam prazer cultural para seus companheiros, tendo casos com os homens que as procuravam. 
O nome Hetaira, significa aquela que faz companhia, e foi utilizado em alusão a Afrodite Hetera, um dos epítetos da deusa Afrodite. A palavra Hetaera ou Hetaira, não deve ser confundida com a palavra Hetera (Ητερα), cujo significado e aplicação no grego antigo eram diferente e não tinha relação com Hetaera ou Hetaira.

Segundo Ateneu, Éfipo em sua obra disse o seguinte sobre as Hetairas: 
"Elas nos lisonjeiam e nos acalmam, nos beijam gentilmente, não pressionam nossos lábios com força como se fossem seus inimigos, mas suave e abertamente como se fossem um pardal. Elas cantam, nos consolam e nos deixam alegres, e imediatamente banimos toda a nossa preocupação".
Uma das mais famosas foi Aspásia, amante de Péricles. Originária de Mileto, sendo portanto uma estrangeira em Atenas, Aspásia conviveu com Sófocles, Fídias e com Sócrates e seus discípulos. Plutarco  refere-se a ela como uma personalidade detentora de poder, que teve sob sua influência os políticos mais importantes de sua época.
Além de Aspásia, há referências a outras hetairas do Período Clássico, como Teodota, companheira de Alcibíades e com a qual Sócrates dialoga nos Memoráveis (III, 11, 4); Neera, tema de um discurso do Pseudo-Demóstenes, e Friné, modelo da Afrodite de Cnido, obra-prima de Praxíteles, de quem foi amante.
Sua figura era tão admirada pelos homens, que era comum a vontade de substituir as esposas por elas, sendo muitas levadas ao tribunal na Ágora e sentenciadas à morte, um ato de hipocrisia, pois muitas esposas até apoiavam as relações de seus maridos com as heteras, mas quando se sentiam ameaçadas tinham apoio da sociedade da época de levá-las à justiça.